# Mafalda (Campobasso)
Mafalda é uma comuna italiana da região do Molise, província de Campobasso, com cerca de 1.334 habitantes. Estende-se por uma área de 32 km², tendo uma densidade populacional de 42 hab/km². Faz fronteira com Dogliola (CH), Fresagrandinaria (CH), Lentella (CH), Montenero di Bisaccia, San Felice del Molise, Tavenna, Tufillo (CH).

## Demografia
| Variação demográfica do município entre 1861 e 2011                               |
|                                                                                   |
| Fonte: Istituto Nazionale di Statistica (ISTAT) - Elaboração gráfica da Wikipedia |